# Luigi Contessi
Luigi Contessi (Brescia, 14 agosto 1894 – Brescia, 23 febbraio 1967) è stato un ginnasta italiano, medaglia d'oro nella gara di concorso a squadre di ginnastica ai Giochi olimpici di Anversa 1920 (squadra composta, oltre da Contessi, da Arnaldo Andreoli, Ettore Bellotto, Pietro Bianchi, Fernando Bonatti, Luigi Cambiaso, Carlo Costigliolo, Luigi Costigliolo, Giuseppe Domenichelli, Roberto Ferrari, Carlo Fregosi, Romualdo Ghiglione, Ambrogio Levati, Francesco Loi, Vittorio Lucchetti, Luigi Maiocco, Ferdinando Mandrini, Lorenzo Mangiante, Antonio Marovelli, Michele Mastromarino, Giuseppe Paris, Manlio Pastorini, Ezio Roselli, Paolo Salvi, Giovanni Tubino, Giorgio Zampori e Angelo Zorzi).

## Carriera
Iniziò la carriera da ginnasta subito dopo la prima guerra mondiale nei ranghi della Società Ginnastica Bresciana Forza e Costanza. Nel 1920 partecipò alla VII edizione dei giochi olimpici svoltisi ad Anversa aggiudicandosi la medaglia d'oro. Nel 1923 vinse il Concorso Internazionale di artistica a Valenciannes in Francia. Nel 1924 partecipò ai Giochi Olimpici di Parigi in qualità di riserva della squadra ginnica e nel 1927 terminò la carriera agonistica. Si dedicò successivamente all'insegnamento della ginnastica come istruttore presso la società Forza e Costanza.

## Palmarès
| Anno | Manifestazione  | Sede    | Evento             | Risultato |
| ---- | --------------- | ------- | ------------------ | --------- |
| 1920 | Giochi olimpici | Anversa | Concorso a squadre | Oro       |